# Karussell (1955)
Karussell (Körhinta) von Zoltán Fábri ist einer der berühmtesten Filme in der Filmgeschichte Ungarns. Der Inhalt des 1955 gedrehten Films entspricht zwar den Propagandaklischees des Stalinismus. Fábris Regie und die kühne Kameraführung sowie der Reiz der damals blutjungen Hauptdarstellerin Mari Törőcsik machten den Film aber zu einem der am meisten beachteten Filme des 9. Internationalen Filmfestivals von Cannes 1956.

## Inhalt
Mari Pataki, die Tochter eines wohlhabenden Bauern, der aus der neu gegründeten landwirtschaftlichen Genossenschaft wieder ausgetreten ist, verliebt sich in das junge Genossenschaftsmitglied Máté Biró. Ihr Vater hat aber andere Pläne. „Land heiratet Land“ formuliert er seine archaische Philosophie, und er hat einen Großbauern als künftigen Ehemann für seine Tochter auserkoren. Die jungen Liebenden genießen auf einem Dorffest den rauschhaften Reiz des titelgebenden (Ketten-)Karussells, die brutale Logik des Vaters scheint sich allerdings zunächst durchzusetzen. Anlässlich der Hochzeit provoziert Máté aber einen Skandal, indem er einen endlosen Csárdás mit der Braut tanzt, dessen wirbelndes Kreisen das visuelle Motiv der Karussellfahrt wieder aufnimmt. Alles deutet auf ein dramatisches und tragisches Ende hin, aber zuletzt siegt die Vernunft: Die Liebenden dürfen zueinander finden, und die Repräsentanten der „alten Zeit“ müssen ihre Niederlage zur Kenntnis nehmen.

## Kritiken
„Der mit virtuosen Gestaltungsmitteln aufrichtig und überzeugend erzählte, poetisch und lyrisch gestimmte Film begründete Fábris internationales Renommee.“

## Auszeichnungen
- 1956: Nominierung für die „Goldene Palme“ bei den 9. Internationalen Filmfestivals von Cannes